# Willie Cobbs
Willie Cobbs (* 15. Juli 1932 in Smale, Arkansas, Vereinigte Staaten; † 24. Oktober 2021) war ein US-amerikanischer Blues-Sänger und Mundharmonikaspieler. Sein bekanntester Song ist You Don’t Love Me aus dem Jahr 1960, der von zahlreichen Künstlern – von Junior Wells bis zu den Allman Brothers – aufgenommen wurde. In den mehr als fünf Jahrzehnten seiner Karriere war Cobbs mit nahezu jedem Bluesmusiker von Rang und Namen aufgetreten.

## Werdegang
Cobbs zog 1947 von Arkansas nach Chicago, wo er Bluesmusiker wie Little Walter und Eddie Boyd kennenlernte. Mit You Don’t Love Me hatte er 1960 seinen ersten Hit. In den folgenden Jahrzehnten machte er weiterhin Aufnahmen, zeitweise auf seinen eigenen Plattenlabels (Riceland, Ricebelt, C&F). Er trat auf verschiedenen Bluesfestivals auf und hatte kleinere Auftritte in Filmen, so z. B. in Mississippi Masala (1991). Im Laufe der Zeit betrieb Cobbs verschiedene Blues-Clubs.
1986 erschien das Album Hey Little Girl, 1994 dann Down to Earth.